# Airedale Terrier

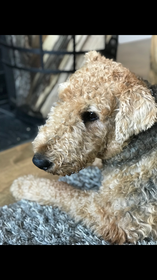
Photo d'un Airedale Terrier.

L'airedale terrier est une race de chien qui appartient au groupe des terriers. Par la taille, il est le plus grand représentant de cette famille. Il est aussi appelé Waterside Terrier, Bingley Terrier, Working Terrier ou Warfedale Terrier.

## Description

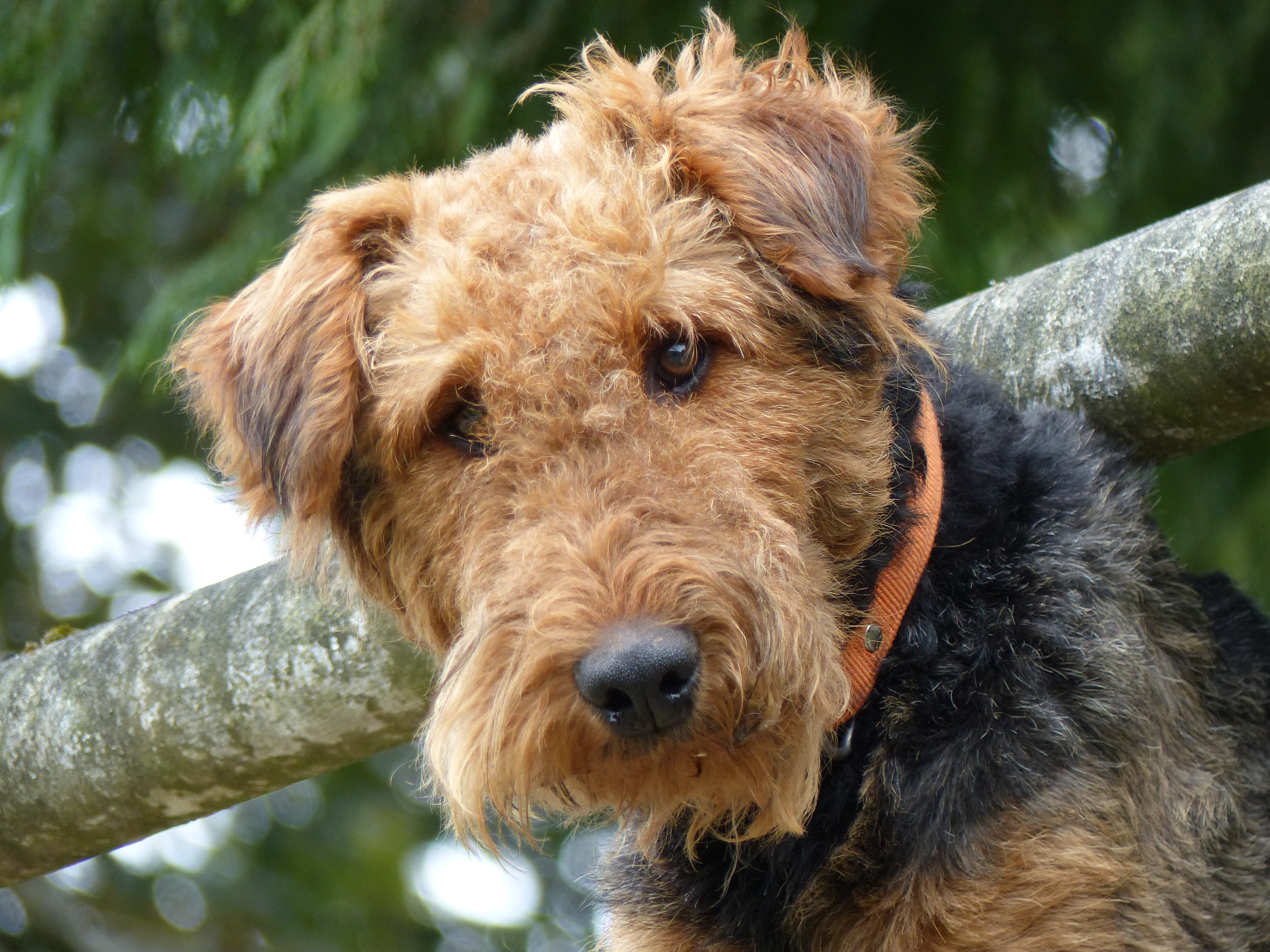
Tête d'un Airedale Terrier.

L'airedale mesure environ 60 cm au garrot pour les mâles, et 58 pour les femelles. Son poids est compris entre 20 et 30 kg. Sa longue tête plate montre petits yeux foncés, et vifs. De petite taille, ses oreilles sont portées de côté en V, et pliées. La robe est couleur feu sauf sur le tronc, avec un manteau noir ou gris foncé. La queue est traditionnellement écourtée d'un tiers ; si elle est laissée longue, elle est portée haut, pointe rabattue sur le dos. Elle ne doit pas être enroulée. Le corps de l'airedale s'inscrit dans un carré, sec, bien proportionné. Le poil est dense, raide, dur, en fil de fer.

## Histoire
La race date du milieu du XIXe siècle et résulte de croisements d'otterhounds et d'old english black, cette race aujourd'hui disparue. Originaire du nord de l'Angleterre, dans la région du Yorkshire et plus précisément de la vallée de l'Aire d'où il tire son nom. Il fut créé à l'origine pour chasser la loutre et le rat.
Si de nos jours il est surtout voué à une carrière de chien de compagnie, il n'en demeure pas moins encore utilisé comme chien de chasse au gros gibier et notamment à l'ours en Russie. Il fut sélectionné par l'armée britannique lors de la Seconde Guerre mondiale pour sa ténacité et son courage. C'est également un fleuron de la police britannique.
Il est à l'origine, avec le rottweiler, le schnauzer et le terre-neuve, d'une race de chien créée pour l'armée soviétique : le « Tchiorny Terrier ».
Il est reconnu comme race par la Société centrale canine depuis 1963.

## Caractère
Joueur, indépendant mais câlin, il voue une adoration à son maître. Sociable envers ses congénères, il est gentil avec les animaux de sa maison, chats compris. Il a de bonnes aptitudes au dressage pour la défense et la garde. Il possède un excellent flair, il est intelligent avec un esprit très vif et comprend le moindre ordre du premier coup. Mais il reste un terrier, donc têtu. Il faut savoir s'en faire aimer pour qu'il obéisse au premier ordre. L'airedale a besoin d'activité physique quotidienne, une longue marche et des jeux actifs lui sont indispensables.

### Poil
Une épilation trois fois par an est recommandée. L'épilation (« stripping ») lui retire le sous-poil mort qui ne tombe que très peu, lui permettant une bonne aération de la peau, une meilleure régénération du sous-poil pour une meilleure protection face aux intempéries. Il nécessite aussi un brossage quotidien. Comme pour tous les chiens à toiletter, il perd très peu ses poils et n'est pas sujet aux mues saisonnières.

### Santé
Ce chien est prédisposé à l'eczéma  s'il n'est pas épilé régulièrement, s'il se frotte contre du sapin ou si sa peau est irritée par un collier juste après le toilettage avant que le poil n'ait suffisamment repoussé. Cette race est très peu concernée par la dysplasie de la hanche sauf s'il vient d'une lignée de chiens originaires des États-Unis. C'est une race robuste, très peu touchée par les maladies génétiques. Avec une activité et une nourriture saine, il peut avoir une espérance de vie de dix à treize ans.

### Conditions de vie et conseils
Ce chien est très adaptable, pour peu qu'il soit promené suffisamment. De plus, il fera un excellent compagnon. En revanche son côté « pot-de-colle », comme pour tous les terriers, peut parfois virer à l'excès.
C'est un chien sportif et apte à l'obéissance si son éducation est bien faite, dès le plus jeune âge. Sociable avec ses congénères, il ne supporte pas les agressions de ces derniers. C'est un terrier fier et solide, à la morsure puissante qui ne craint pas le combat et ne reculera jamais même devant un adversaire plus imposant ou un animal sauvage. D'où l’intérêt d'une sociabilisation bien menée.
Pour vivre avec un chat, il devra être habitué à sa présence dès son plus jeune âge, son instinct de chasseur risquant de prendre le dessus.
Joueur, il apprécie la présence des enfants,.